# Madam Coquette
Madam Coquette è un cortometraggio muto del 1914. Il nome del regista non appare nei credit del film interpretato da Brinsley Shaw e da Rosemary Theby.

## Produzione
Il film fu prodotto dalla Lubin Manufacturing Company.

## Distribuzione
Distribuito dalla General Film Company, il film - un cortometraggio di due bobine - venne distribuito nelle sale USA il 14 maggio 1914.